# Brat (2008)
Brat is een korte film uit 2008 die is geproduceerd door Fu Works in het kader van Kort! 8. De film is geschreven en geregisseerd door de broers Berend en Roel Boorsma. De titel Brat is het Poolse woord voor broer.

## Verhaal
De Poolse Jarek werkt voor een nukkige Hollandse boer. Hij treedt hiermee in het voetspoor van zijn overleden broer Wojciech.